# جيمس إي. موراي
جيمس إي. موراي (بالإنجليزية: James Edward Murray)‏ هو مستشار ‏ ومحامي ومصرفي وسياسي أمريكي، ولد في 3 مايو 1876 في كندا، وتوفي في 23 مارس 1961 في الولايات المتحدة. حزبياً، نشط في الحزب الديمقراطي. وقد انتخب مدعٍ عام لمقاطعة ‏ (1906 – 1908) وانتخب عضو مجلس الشيوخ الأمريكي.